# Sergej Milinković-Savić
Sergej Milinković-Savić (szerbül: Сергеј Милинковић-Савић; Lleida, Spanyolország, 1995. február 27. –) szerb válogatott labdarúgó, a szaúdi el-Hilál középpályása. Édesapja, Nikola Milinković és öccse, Vanja Milinković-Savić szintén labdarúgók.
A szerb korosztályos válogatottak színeiben részt vett a 2013-as U19-es labdarúgó-Európa-bajnokságon és a 2015-ös U20-as labdarúgó-világbajnokságon, mindkettőn aranyérmet nyertek.

## Statisztika

### Klubcsapatokban
2018. május 16-án frissítve.
| Klub             | Szezon           | Bajnokság | Bajnokság | Kupa  | Kupa  | Szuperkupa | Szuperkupa | Nemzetközi | Nemzetközi | Összesen | Összesen |
| Klub             | Szezon           | Mérk.     | Gólok     | Mérk. | Gólok | Mérk.      | Gólok      | Mérk.      | Gólok      | Mérk.    | Gólok    |
| ---------------- | ---------------- | --------- | --------- | ----- | ----- | ---------- | ---------- | ---------- | ---------- | -------- | -------- |
| Vojvodina        | 2013–14          | 13        | 3         | 3     | 1     | —          | —          | 0          | 0          | 16       | 4        |
| Vojvodina        | Összesen         | 13        | 3         | 3     | 1     | —          | —          | 0          | 0          | 16       | 4        |
| Genk             | 2014–15          | 24        | 5         | 0     | 0     | —          | —          | —          | —          | 24       | 5        |
| Genk             | Összesen         | 24        | 5         | 0     | 0     | —          | —          | —          | —          | 24       | 5        |
| Lazio            | 2015–16          | 25        | 1         | 2     | 0     | 0          | 0          | 8          | 2          | 35       | 3        |
| Lazio            | 2016–17          | 34        | 4         | 5     | 3     | —          | —          | —          | —          | 39       | 7        |
| Lazio            | 2017–18          | 34        | 12        | 4     | 0     | 1          | 0          | 8          | 2          | 47       | 15       |
| Lazio            | 2018–19          | 30        | 4         | 2     | 2     | 0          | 0          | 0          | 0          | 32       | 6        |
| Lazio            | Összesen         | 124       | 21        | 13    | 5     | 1          | 0          | 16         | 4          | 154      | 30       |
| Karrier összesen | Karrier összesen | 161       | 29        | 16    | 6     | 1          | 0          | 16         | 4          | 194      | 39       |

### A válogatottban
| Válogatott | Év       | Pályára lépés | Gólok |
| ---------- | -------- | ------------- | ----- |
| Szerbia    | 2017     | 2             | 0     |
| Szerbia    | 2018     | 8             | 0     |
| Szerbia    | 2019     | 5             | 0     |
| Szerbia    | 2020     | 5             | 3     |
| Szerbia    | 2021     | 8             | 2     |
| Szerbia    | 2022     | 11            | 2     |
| Szerbia    | 2023     | 8             | 0     |
| Összesen   | Összesen | 47            | 7     |

## Sikerei, díjai

### Klubcsapatokkal
- Vojvodina
  - Szerb kupa: 2013–14

- Lazio
  - Olasz szuperkupa: 2017, 2019
  - Olasz kupa: 2018–19

### A szerb válogatottakkal
- Szerbia U19
  - U19-es labdarúgó-Európa-bajnokság: 2013

- Szerbia U20
  - U20-as labdarúgó-világbajnokság: 2015

### Egyéni
- U20-as labdarúgó-világbajnokság – Bronzlabda: 2015